# Arthrocormus schimperi
Arthrocormus schimperi är en bladmossart som beskrevs av Frans François Dozy och Molkenboer 1846. Arthrocormus schimperi ingår i släktet Arthrocormus och familjen Calymperaceae. Inga underarter finns listade i Catalogue of Life.